# Symphonie no 8 de Mahler
Pour les articles homonymes, voir Symphonie no 8.
Symphonie des mille
La Symphonie no 8 en mi bémol majeur, dite « des Mille », de Gustav Mahler fut écrite en grande partie en 1906 et terminée (orchestration et touches finales) en 1907. Cette symphonie dure approximativement 80 minutes (elle n'est pas aussi longue que la troisième symphonie qui, avec ses 95 minutes, est la plus longue du répertoire après la symphonie no 1 dite « gothique » de Havergal Brian, 105 minutes), mais certaines interprétations plus rapides ne durent que 70 minutes et d'autres sont plus longues : 85 minutes pour Kent Nagano par exemple, voire 90 minutes pour Christoph Eschenbach.
La symphonie se divise en deux grandes parties :  	 
1. Hymnus : Veni Creator Spiritus, Allegro Impetuoso ;
2. Schluss Szene aus « Faust » [Scène Finale de « Faust »], Poco Adagio, etwas bewegter.

## Fiche technique
- Titre : Symphonie no 8 en mi bémol majeur.

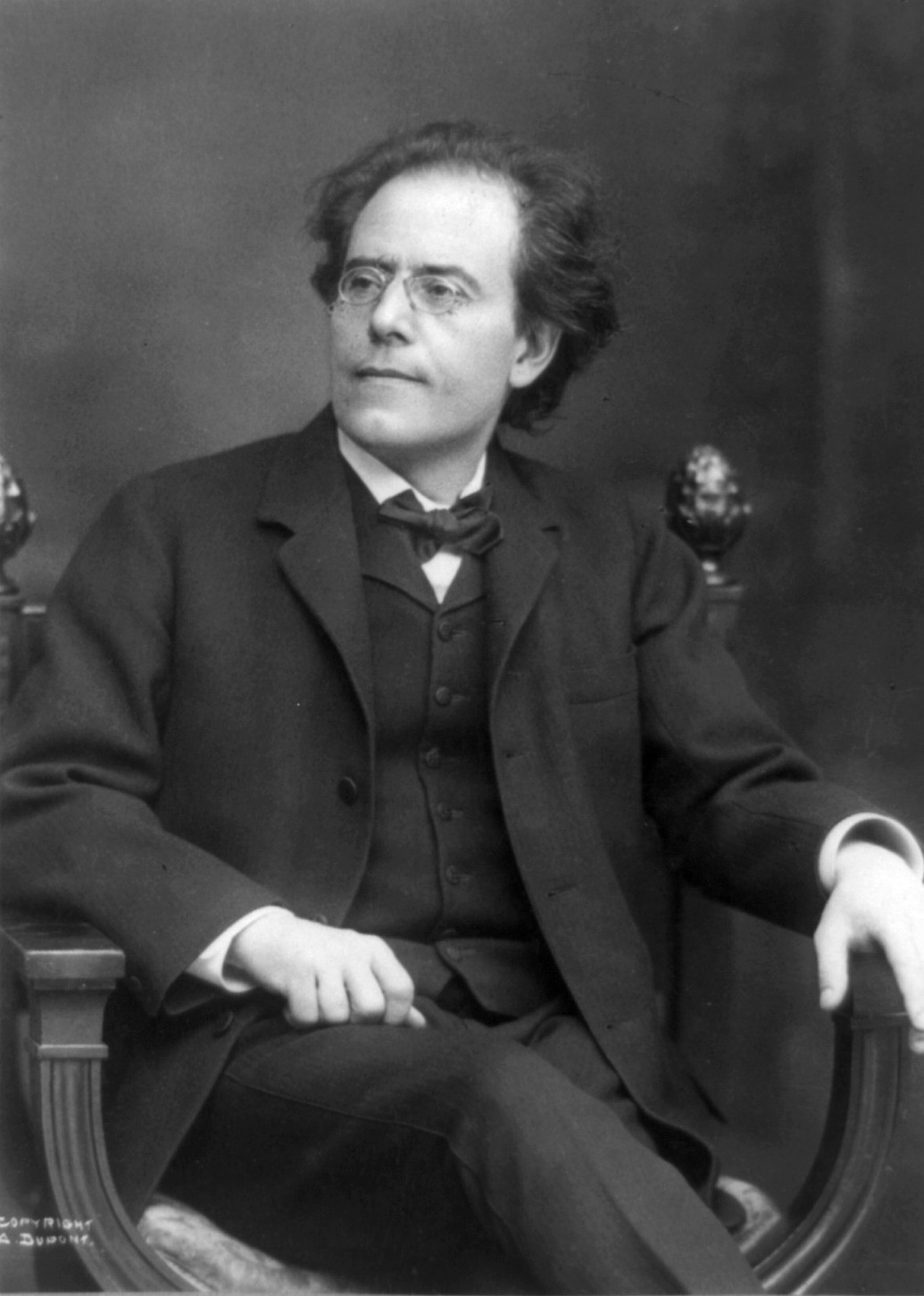
Gustav Mahler en 1909.

  - Surnom : Des mille (en allemand Der Tausend), non mentionné sur la partition.
- Composition : De 1906 à 1907.
- Durée : 1 heure 20–25 minutes.
- Création : Munich, 12 septembre 1910, dirigée par le compositeur.
- Publication : 1910.

### Orchestration
L'orchestration de la huitième symphonie est une des plus vastes de la musique symphonique.
| Nomenclature de la Symphonie no 8 |
| Voix |
| 3 sopranos, 2 altos, 1 ténor 1 baryton, 1 basse, 1 chœur d'enfants 2 chœurs d'adultes                                                           |
| Cordes |
| Premiers violons, seconds violons, altos, violoncelles, contrebasses, 2 parties de harpes, 1 partie de mandoline                                |
| Bois |
| 4 flûtes, 2 piccolos, 4 hautbois 1 cor anglais, 1 clarinette en mi 3 clarinettes en si ♭ et en la, 1 clarinette basse 4 bassons, 1 contrebasson |
| Cuivres |
| 8 cors en fa, 4 trompettes 4 trombones, 1 Tuba                                                                                                  |
| Percussions |
| 3 timbales, 1 triangle, 3 cymbales 1 grosse caisse, 1 tam-tam des cloches, 1 glockenspiel 1 célesta                                             |
| Instruments dans la salle |
| 4 trompettes, 3 trombones |
| Claviers |
| 1 piano, 1 orgue, 1 harmonium |

## Histoire

### Création
La première représentation de cette symphonie eut lieu à Munich le 12 septembre 1910. Les huit solistes, les chœurs comprenant 850 chanteurs (dont 350 enfants) et l'orchestre se composant de 171 instruments (dont 84 cordes) portèrent les effectifs de l'orchestre à 1029 personnes. Pour cette raison, Emil Guttmann, l'impresario de Mahler, qualifia l'œuvre de symphonie des mille. Mahler n'approuvera jamais vraiment ce titre, mais c'est sous cette dénomination qu'on appelle aujourd'hui le plus souvent la huitième symphonie de Mahler.

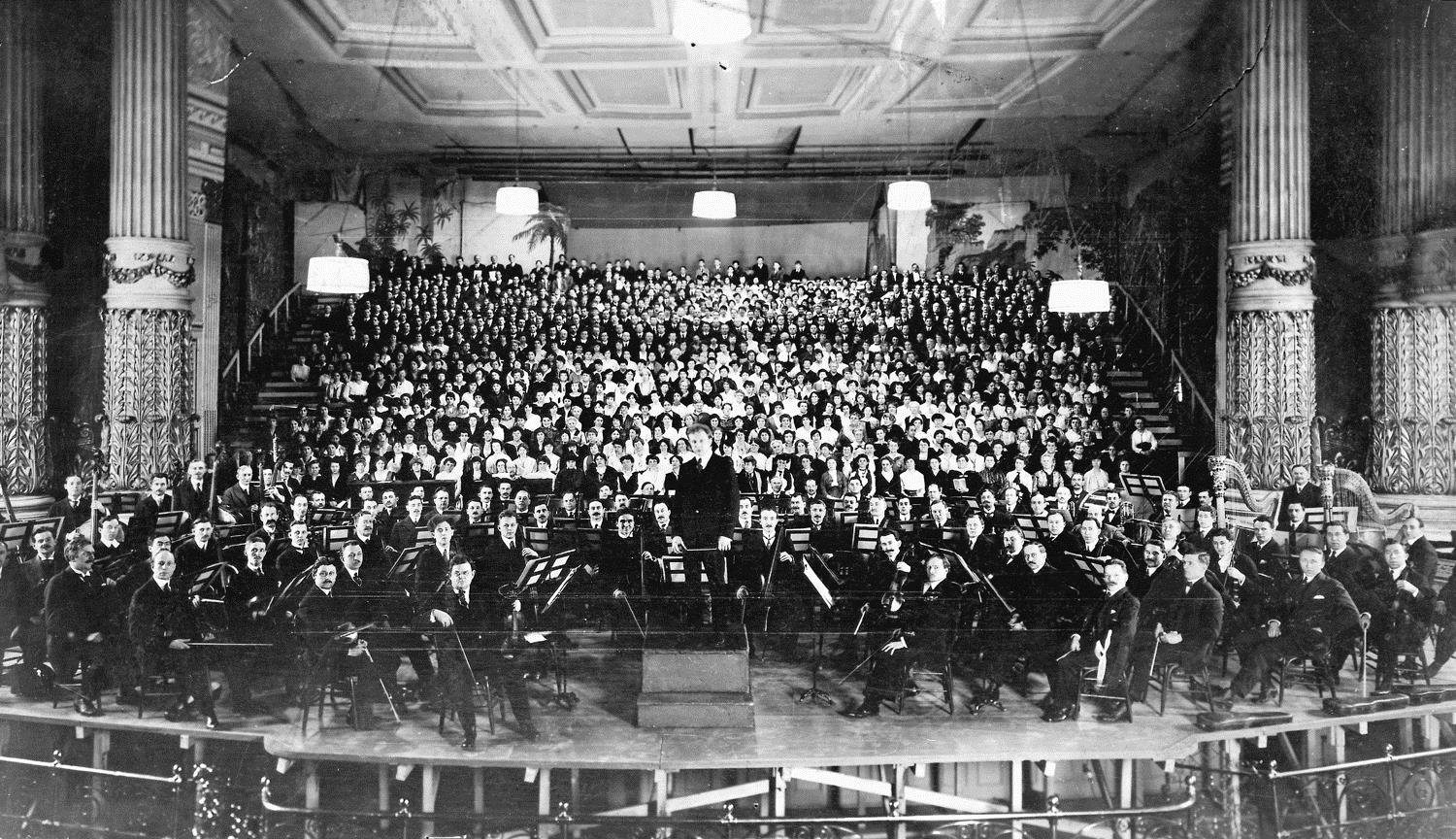
La première américaine (1916), avec Leopold Stokowski, dirigeant 1068 musiciens et choristes.

La première de la symphonie, à laquelle assistèrent de nombreuses personnalités (Arnold Schönberg, Anton Webern, Leopold Stokowski, Bruno Walter, Georges Clemenceau, etc.) remporta un vif succès. Ce fut l'une des rares œuvres de Mahler à recevoir un accueil favorable du vivant du compositeur. La première de la huitième symphonie sera la dernière première d'une de ses œuvres à laquelle Mahler assistera de son vivant. Par la suite, il terminera encore seulement deux œuvres : Das Lied von der Erde et la symphonie no 9.

## Analyse
La symphonie est divisée en deux grandes parties.
1. Erster Teil [Première Partie] : Hymnus: Veni, Creator Spiritus, Allegro Impetuoso
2. Zweiter Teil [Deuxième Partie] : Schluss Szene aus « Faust » [Scène Finale de « Faust »] Poco Adagio, etwas bewegter

### 1. Erster Teil

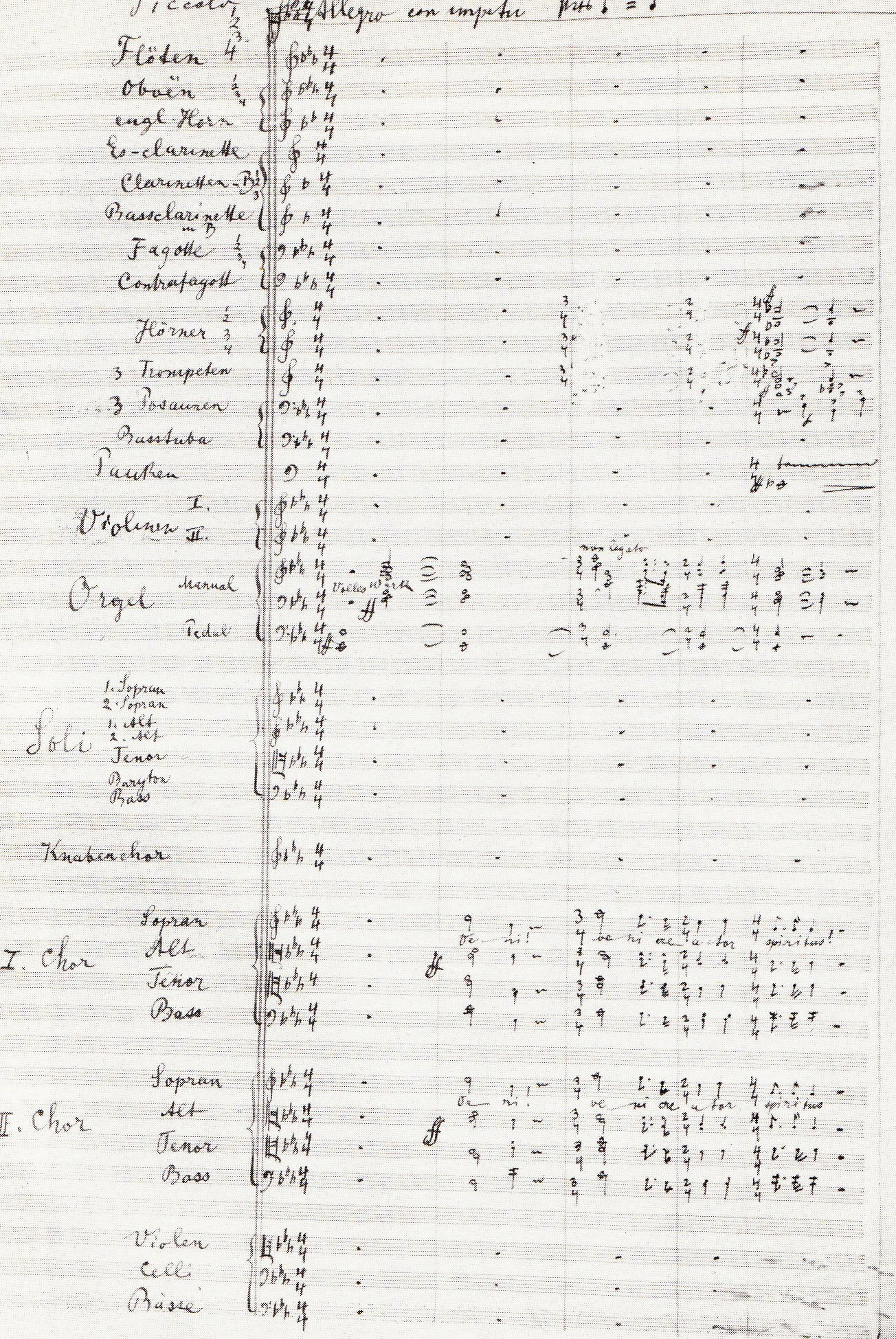
Manuscrit de Mahler de la première page de la Huitième Symphonie.

La première, Hymnus : Veni, Creator Spiritus, un arrangement d'un hymne latin médiéval de Raban Maur, dure généralement entre 25 et 30 minutes. Une des trois sopranos solistes n'intervient pas dans ce premier mouvement. Celui-ci est presque exclusivement vocal, l'hymne étant chanté principalement par les chœurs. Bien qu'elle puisse paraître très complexe, sa structure se rapproche de celle de la sonate.

### 2. Zweiter Teil
La seconde partie, Schluss-szene aus « Faust », dure approximativement une heure : elle est donc plus longue que beaucoup de symphonies entières. Le texte est extrait de la scène finale du Faust de Johann Wolfgang von Goethe. Elle est parfois considérée, à cause des nombreuses interventions des chanteurs solistes, plus comme une cantate que comme une symphonie. La musique ne comporte pas d'interruption, mais elle peut néanmoins être divisée en trois sections correspondant aux trois derniers mouvements d'une symphonie classique : la première section se compose d'un lent adagio, la deuxième d'un scherzo, et la dernière est un finale rapide et animé. Le mode change à chacune de ces sections, mais les limites qui les séparent ne sont pas claires. Quelques thèmes du premier mouvement sont répétés, mais ceux-ci ont légèrement changé. La première partie est notée « Poco Adagio » et est en mi bémol mineur.
Le mouvement passe à « Allegro Moderato », le tempo revient comme au début, à la différence que les 2 chœurs (ténors et basses) chantent les premières notes du mouvement. Le gigantesque final de la symphonie est décrit par Mahler en ces termes : « Essayez d'imaginer l'univers tout entier commençant à tonner et à résonner. » (Lettre de Mahler à Wilhelm Mengelberg, 12 mars 1912).

#### Texte
Il s'agit de la scène finale du Faust de Johann Wolfgang von Goethe.

## Discographie sélective
- Bernard Haitink (1971) : Royal Concertgebouw Orchestra (Philips)
- Georg Solti (1972) : Chicago Symphony Orchestra (Decca)
- Rafael Kubelík (1972) : Orchestre symphonique de la Radio Bavaroise (Deutsche Grammophon)
- Leonard Bernstein (1975) : Wiener Philharmoniker (Deutsche Grammophon)
- Seiji Ozawa (1980) : Boston Symphony Orchestra (Philips)
- Riccardo Chailly (2000) : Royal Concertgebouw Orchestra (Decca)
- Pierre Boulez (2007) : Orchestre d'État de Berlin (Deutsche Grammophon)

Pour une discographie exhaustive, consulter cette page : .